# Janetiella fallax
Janetiella fallax är en tvåvingeart som beskrevs av Jean-Jacques Kieffer 1904. Janetiella fallax ingår i släktet Janetiella och familjen gallmyggor. Inga underarter finns listade i Catalogue of Life.